# Biologia dei sistemi
La biologia dei sistemi è una disciplina biologica che studia gli organismi viventi in quanto sistemi che si evolvono nel tempo, ossia nell'interazione dinamica delle parti di cui sono composti. In particolare questo obiettivo viene conseguito tramite l'integrazione di modelli dinamici e dei risultati di differenti esperimenti ad alto rendimento (high-throughput), unendo nella pratica per esempio le conoscenze di genomica, proteomica, trascrittomica e di teoria dei sistemi dinamici.
La biologia dei sistemi parte quindi dalla conoscenza dei geni e delle proteine presenti nel corso del tempo in un organismo e utilizza tecniche di trascrittomica quali i microarray per determinare cambiamenti nell'espressione genica o tecniche biochimiche e proteomiche quali la spettrometria di massa o l'analisi robotizzata delle attività enzimatiche, per valutare i cambiamenti dinamici derivati da una perturbazione del sistema. La disciplina utilizza quindi ampiamente gli approcci della teoria dei sistemi, della bioinformatica e della matematica-statistica con l'obiettivo di arrivare a creare un modello sempre più completo del funzionamento dei sistemi biologici.
Al contrario ad esempio della biologia molecolare, che si focalizza sulle macromolecole biologiche come acidi nucleici e proteine, la biologia dei sistemi non si occupa del singolo meccanismo molecolare bensì delle interazioni dinamiche tra le varie molecole per formare nel corso del tempo un sistema.
L'aspetto dinamico, e cioè la forte dipendenza dal tempo dei programmi di formazione di strutture e processi biologici, è proprio l'aspetto che fortemente caratterizza la biologia dei sistemi rispetto alla bioinformatica.